# Nancy Olson
Nancy Olson (ur. 14 lipca 1928 w Milwaukee) – amerykańska aktorka filmowa i telewizyjna, nominowana do Oscara za rolę drugoplanową w filmie Bulwar Zachodzącego Słońca.